# Eupelmus brevicollis
Eupelmus brevicollis är en stekelart som först beskrevs av Jean Risbec 1951.  Eupelmus brevicollis ingår i släktet Eupelmus och familjen hoppglanssteklar. Inga underarter finns listade i Catalogue of Life.